# Reichsmark
Reichsmark (germană: [ˈʁaɪçsˌmɐ̯k] ⓘ; semn monetar: ℛℳ, abreviat RM, în germană Reichsmark, tradus în română: „marcă a Reich-ului”) a fost, din 1924 până în 1948, unitatea monetară oficială a Republicii de la Weimar (1924-1933), al celui de al Treilea Reich (1933-1945), apoi a Germaniei ocupate de forțelelor aliate (1945-1948).

## Istorie

### Crearea
La 30 august 1924, Papiermark, totalement devalorizat în anii 1922 și 1923 din cauza hiperinflației, a fost înlocuit cu o nouă unitate monetară denumită Reichsmark. 
În prealabil, moneda (Papiermark) fusese stabilizată prin introducerea (în octombrie 1923) a unei noi unități de cont, Rentmark,  care trebuia să fie provizorie, dar care a coabitat cu Reichsmark. Vechea monedă a Imperiului German, Goldmark, nu mai exista.
Rata de conversie între Papiermark și Reichsmark se ridica la 1.000.000.000.000:1 (un bilion, adică o mie de miliarde, la unu).
Un Reichsmark (notat « RM ») era divizat în 100 de Reichspfennig.
În teorie, un Reichsmark echivala cu 1/2790 kg de aur fin.

### Dispariția

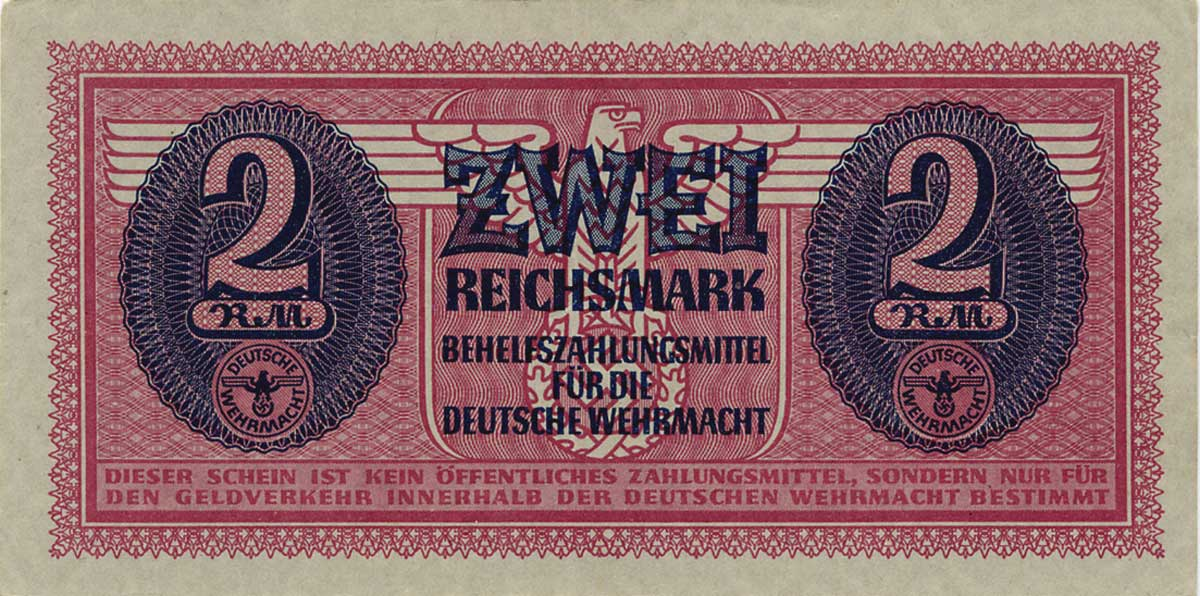
Bancnotă cu valoare nominală de 2 Reichsmark imprimat în 1942. Această bancnotă putea fi folosită de către soldații germani în teritoriile ocupate.

La reforma monetară din 20 iunie 1948, moneda Reichsmark a fost abolită în profitul Deutsche Mark (DM) în trizonă, care a devenit Germania Occidentală, și de Ostmark sau marca RDG, în Zona de ocupație sovietică.

## Piese metalice
Monede metalice exprimate în «Rentenpfennig» au fost bătute între 1923 și 1925 cu următoarele valori nominale: 1, 2, 5 și 10 pfennigi.
Noi monede metalice exprimate în pfennigi (pf) și Reichsmark (RM) au reapărut începând din 1924: din bronz (1, 2, 4 pfennigi); din alumuniu-bronz (5, 10, 50 de pfennigi); din nichel (50 de pfennigi) și din argint (1, 2, 3 și 5 RM).
- 2 pf
- 4 pf
- 5 pf tip 1925
- 10 pf
- 50 pf tip 1929
- 1 [reichs]mark tip 1924 (tip tranzitoriu)
- 1 RM  1926 (avers)
- 1 RM  1926 (revers)
- 2 RM tip 1925

Din 1934, piesele își schimbă tipul, iar unele poartă, de atunci, pe revers sau pe avers emblema nazistă, svastica. Seriile se compun astfel: din bronz (1, 2 pfennigi); din aluminiu-bronz (5, 10 pfennigi); din aluminiu (50 pfennigi); din nichel (50 pf și 1 RM); din argint (2 și 5 RM).

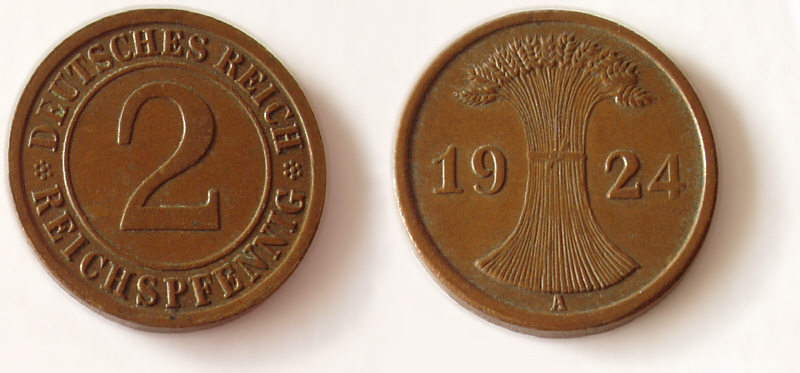
1 pf
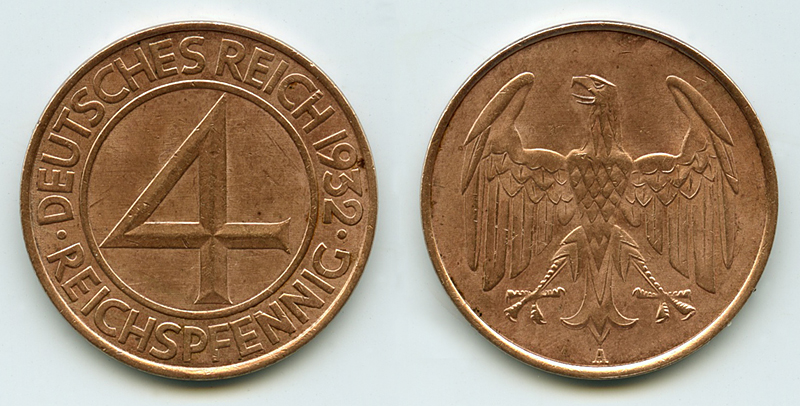
2 pf
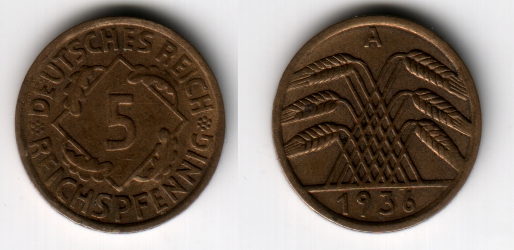
5 pf
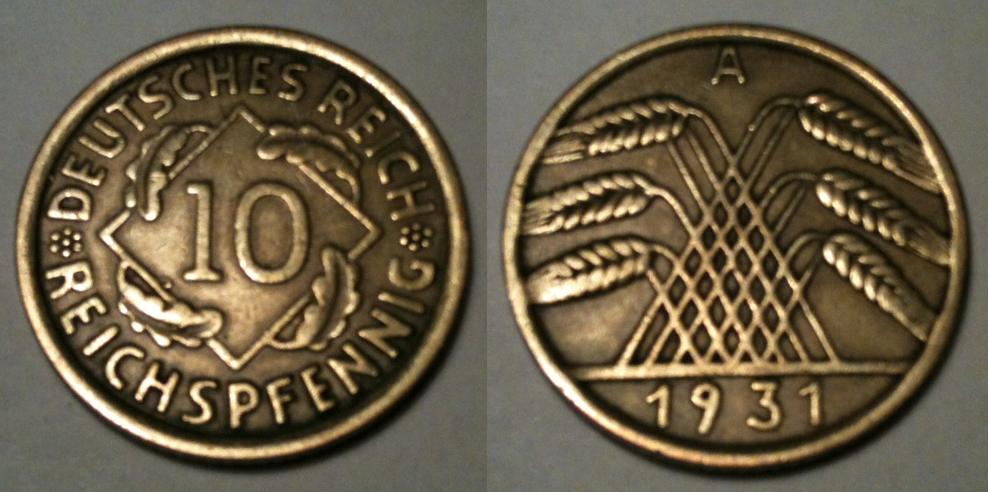
10 pf
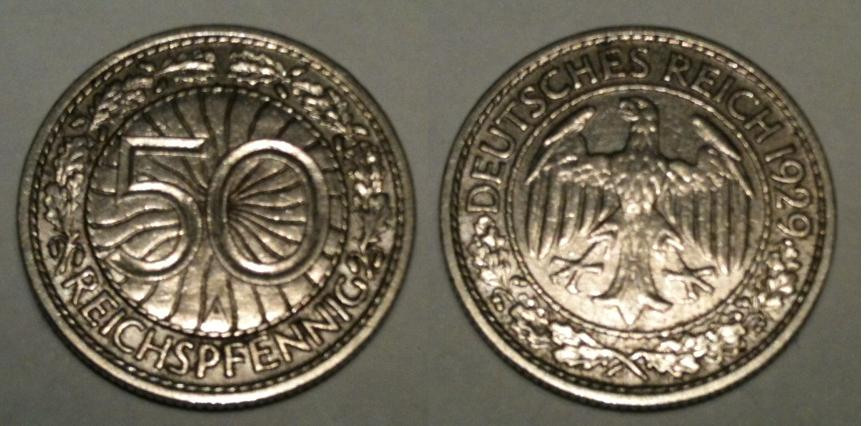
50 pf
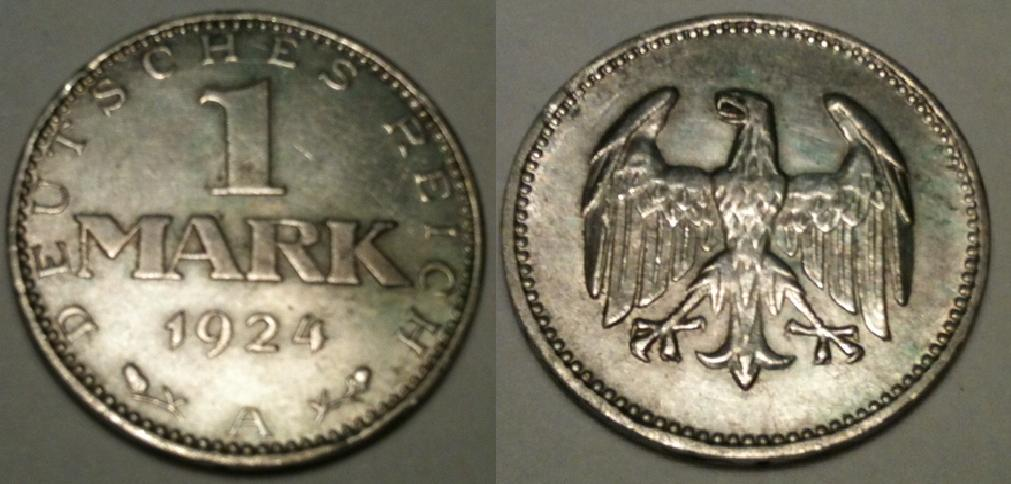
1 [reichs]mark tip 1924 (tip tranzitoriu)
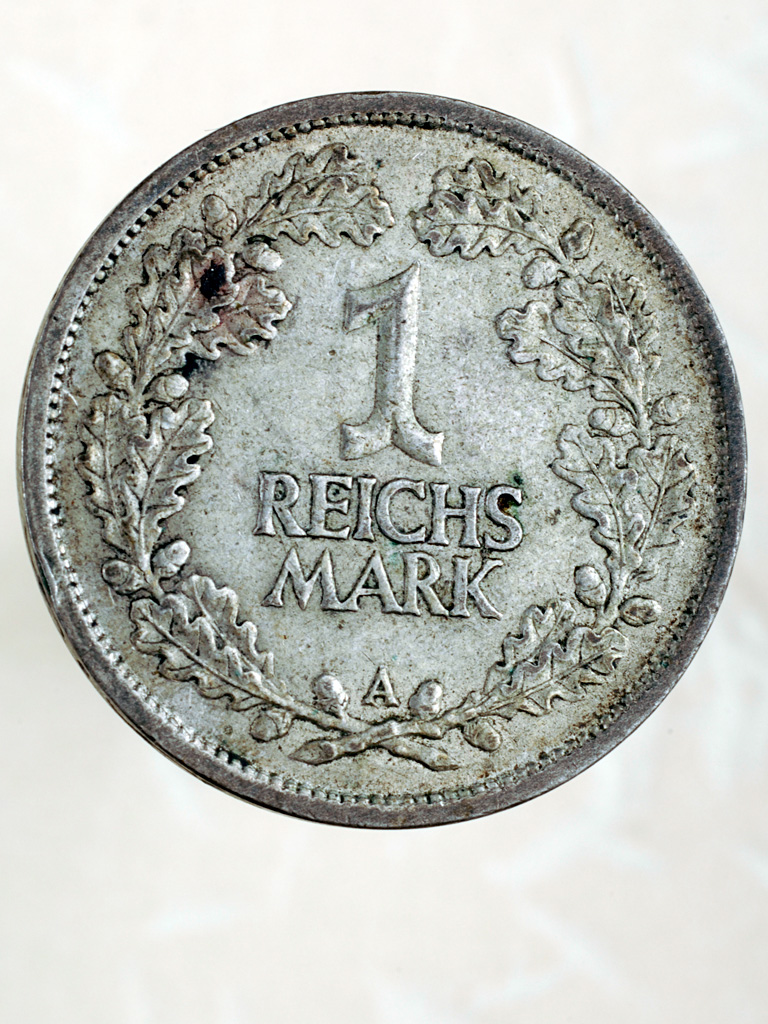
1 RM
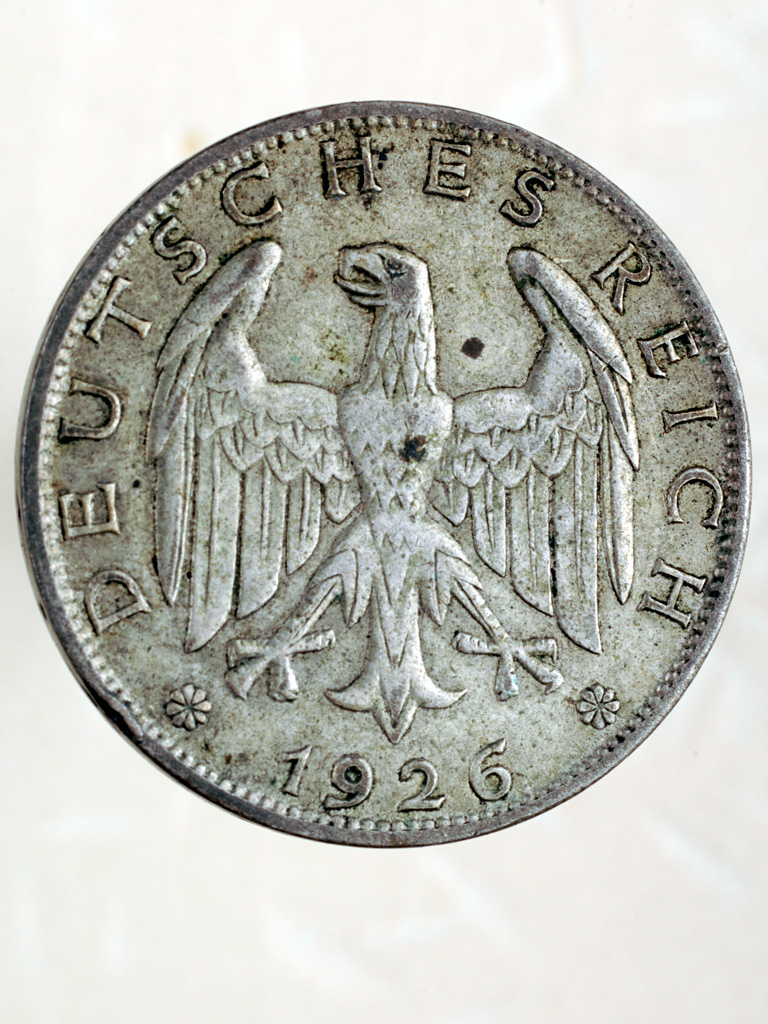
1 RM 1926 (revers)
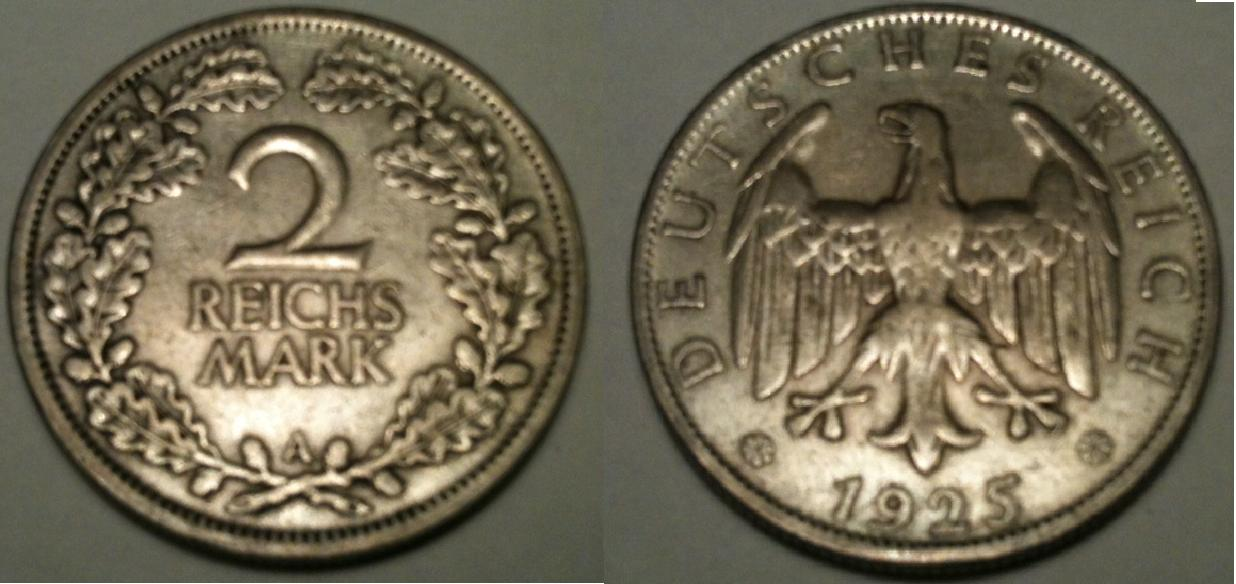
2 RM (1939) Paul von Hindenburg
- 5 RM (1938) Paul von Hindenburg

În 1939, intrarea în război a Germaniei rărește unele metale, se găsesc de atunci monede de zinc (1, 2, 5 și 10 pfennigi) și de aluminiu (50 de pfennigi).

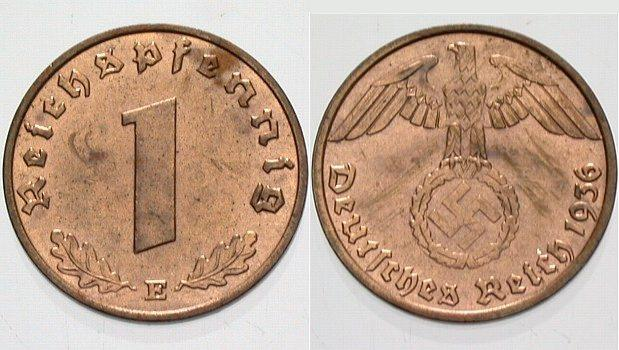
1 pf
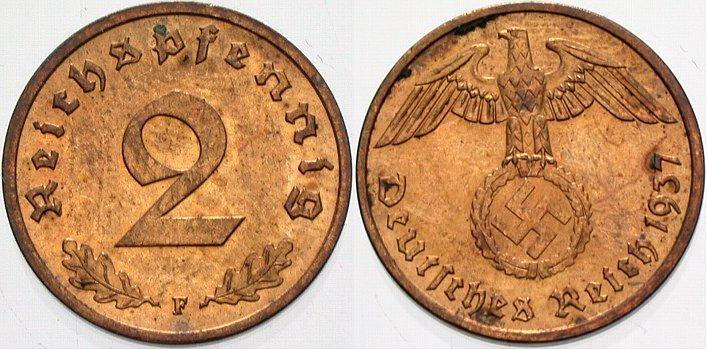
5 pf
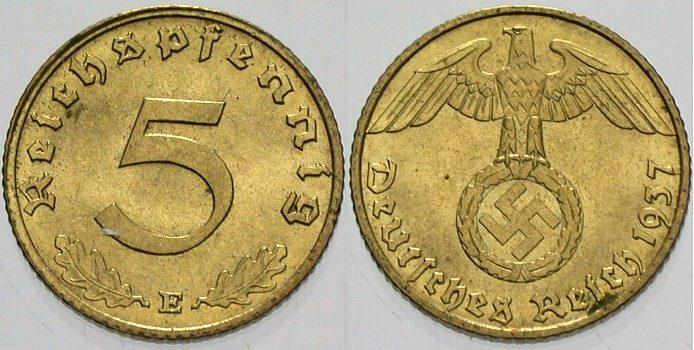
10 pf
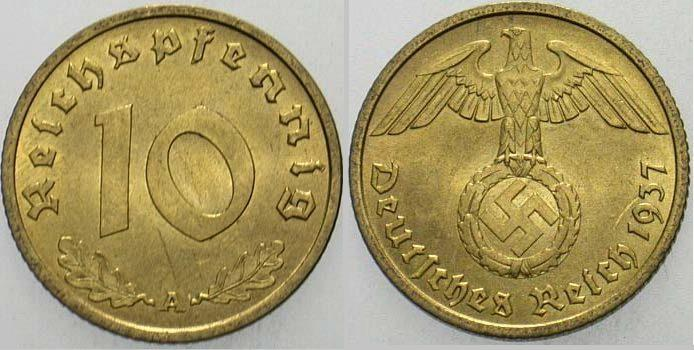
50 pf
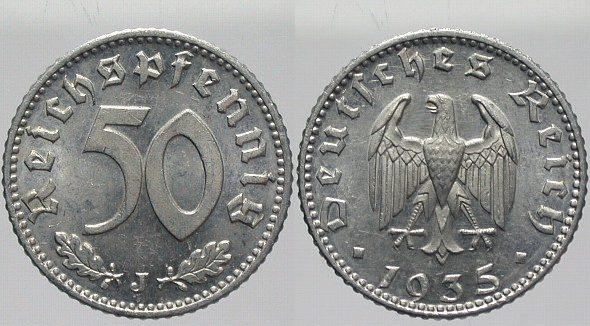
50 pf
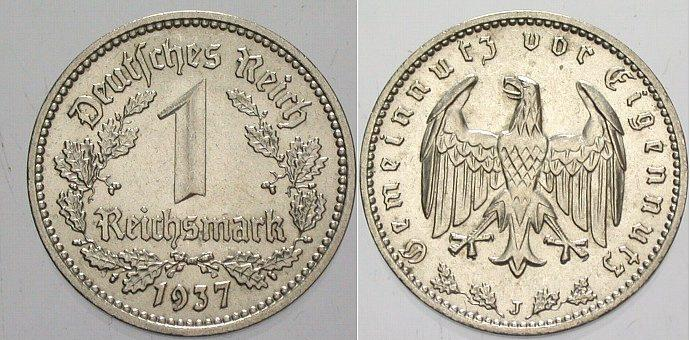
1 RM
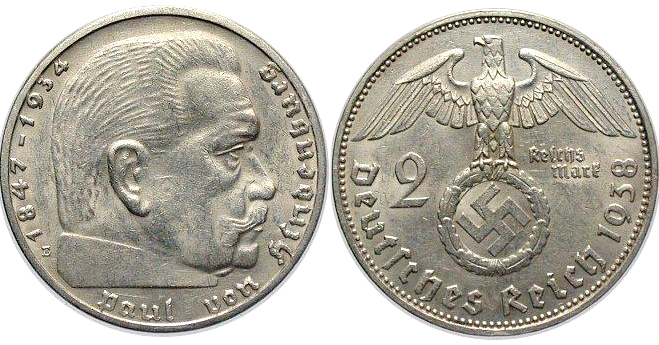
2 RM (1939) Paul von Hindenburg
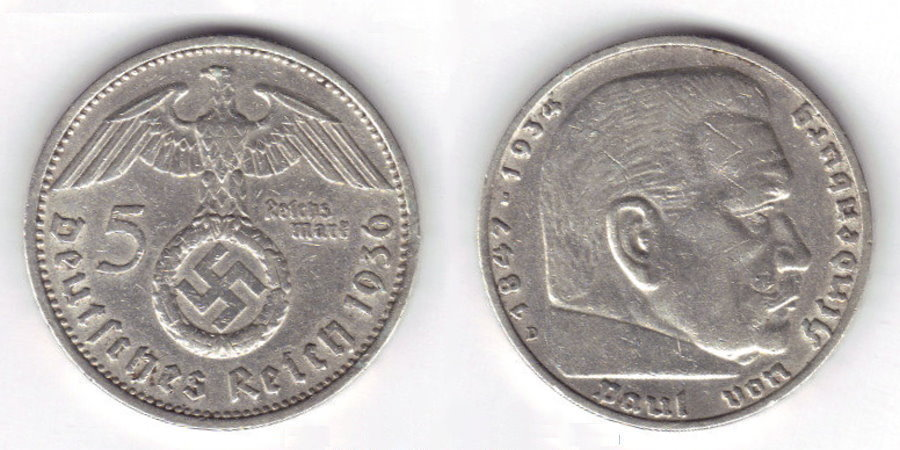
5 RM (1938) Paul von Hindenburg

După căderea regimului nazist, moneda Reichsmark a continuat să circule până în 1948 și se găsesc piese din zinc (1, 5 și 10 pfennigi).

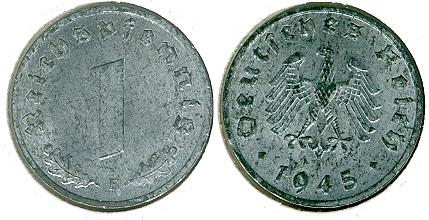
1 pf
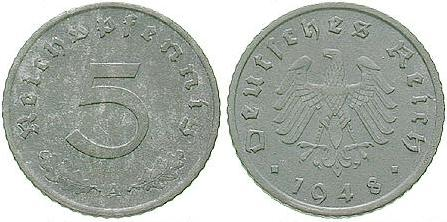
5 pf
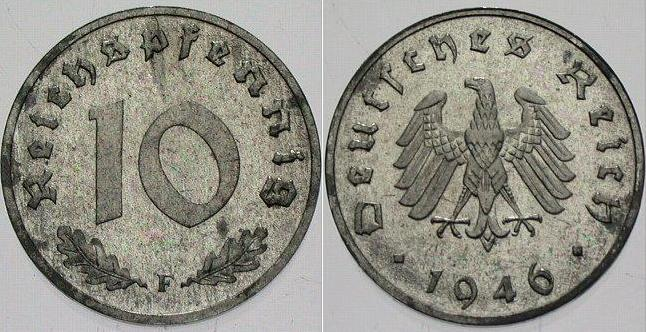
10 pf

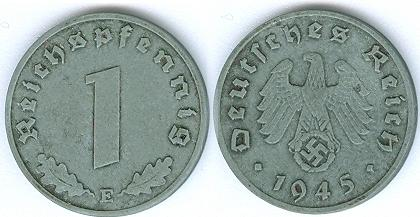
1 pf
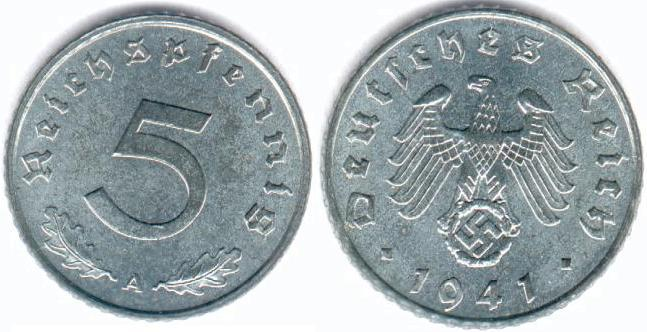
5 pf
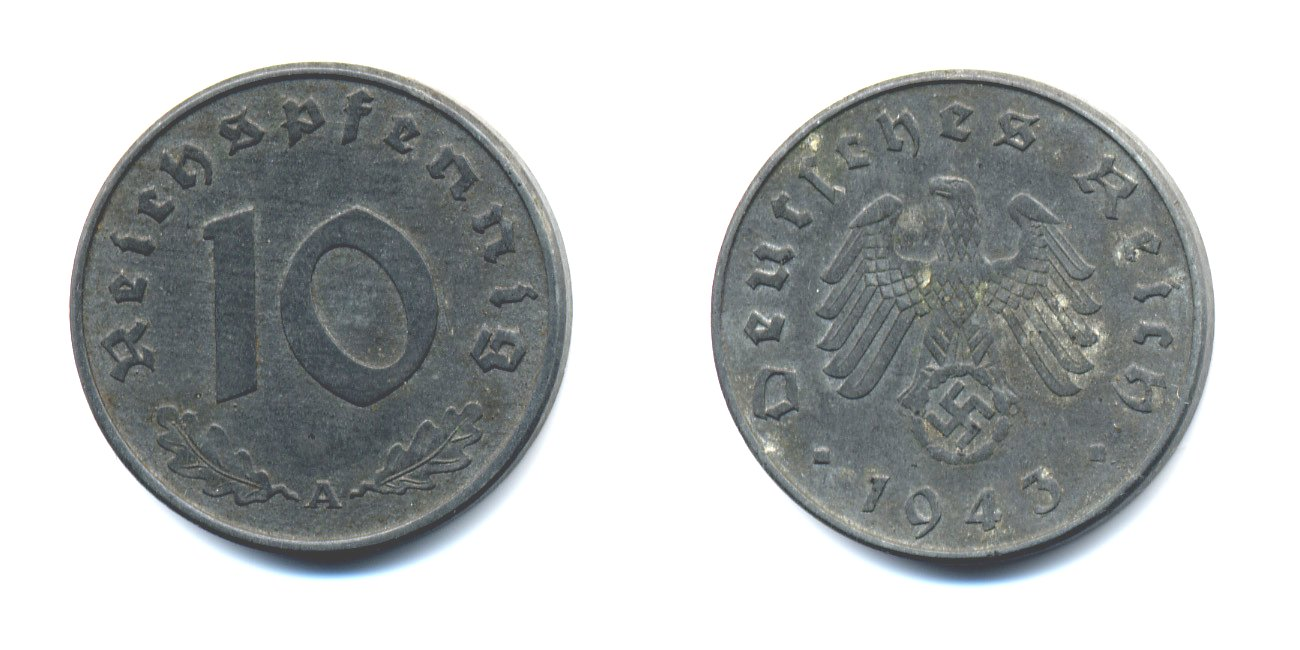
10 pf
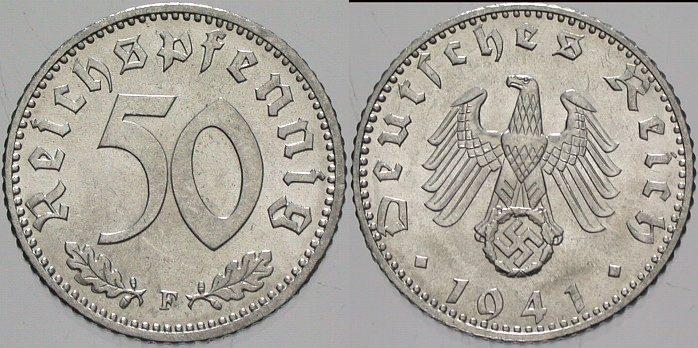
50 pf

## Bancnote

### Seria Reforma monetară 1924
Portretele care figurează pe bancnotele din această serie provin de pe pânzele lui Hans Holbein cel Tânăr.

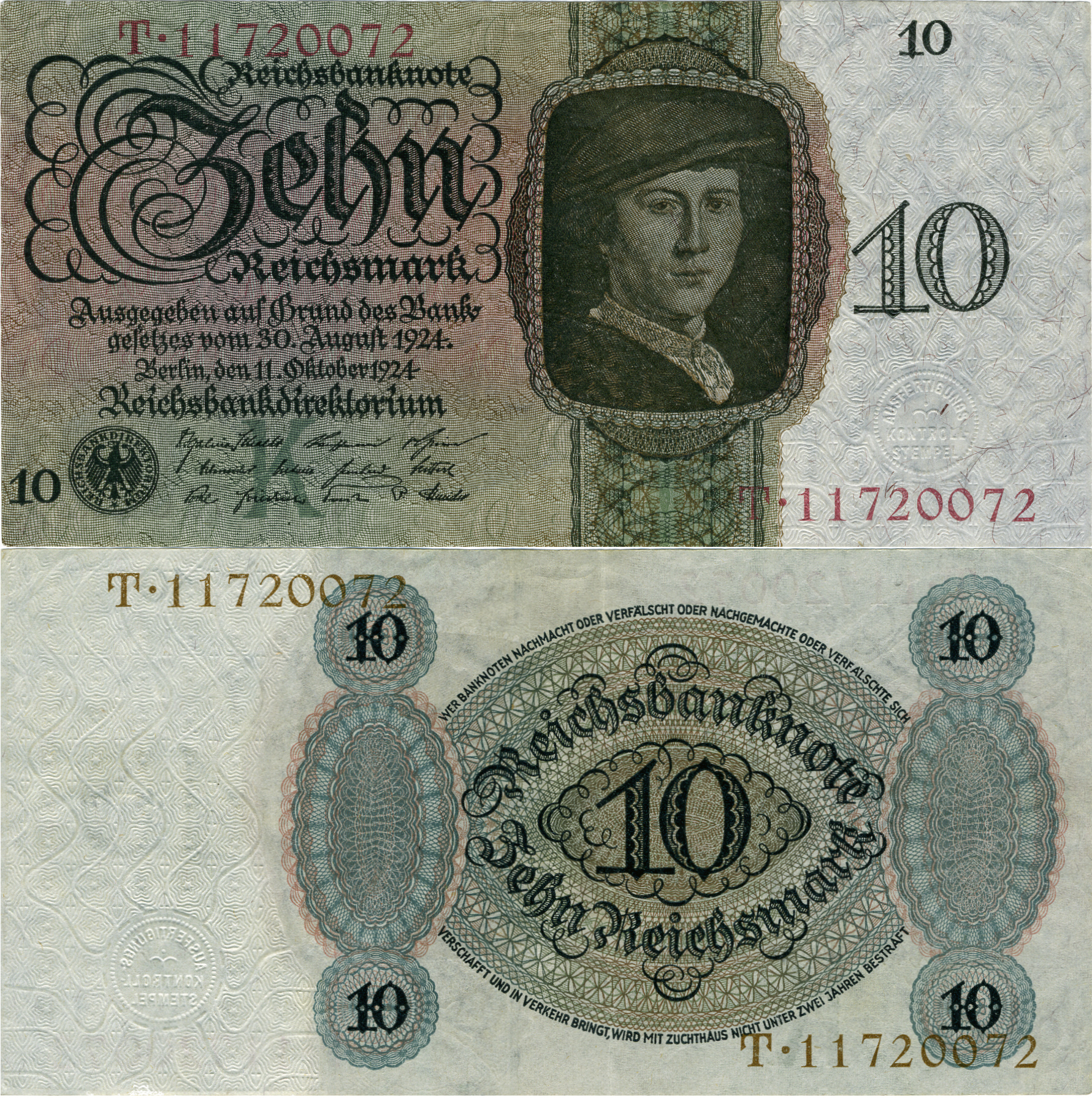
10 RM
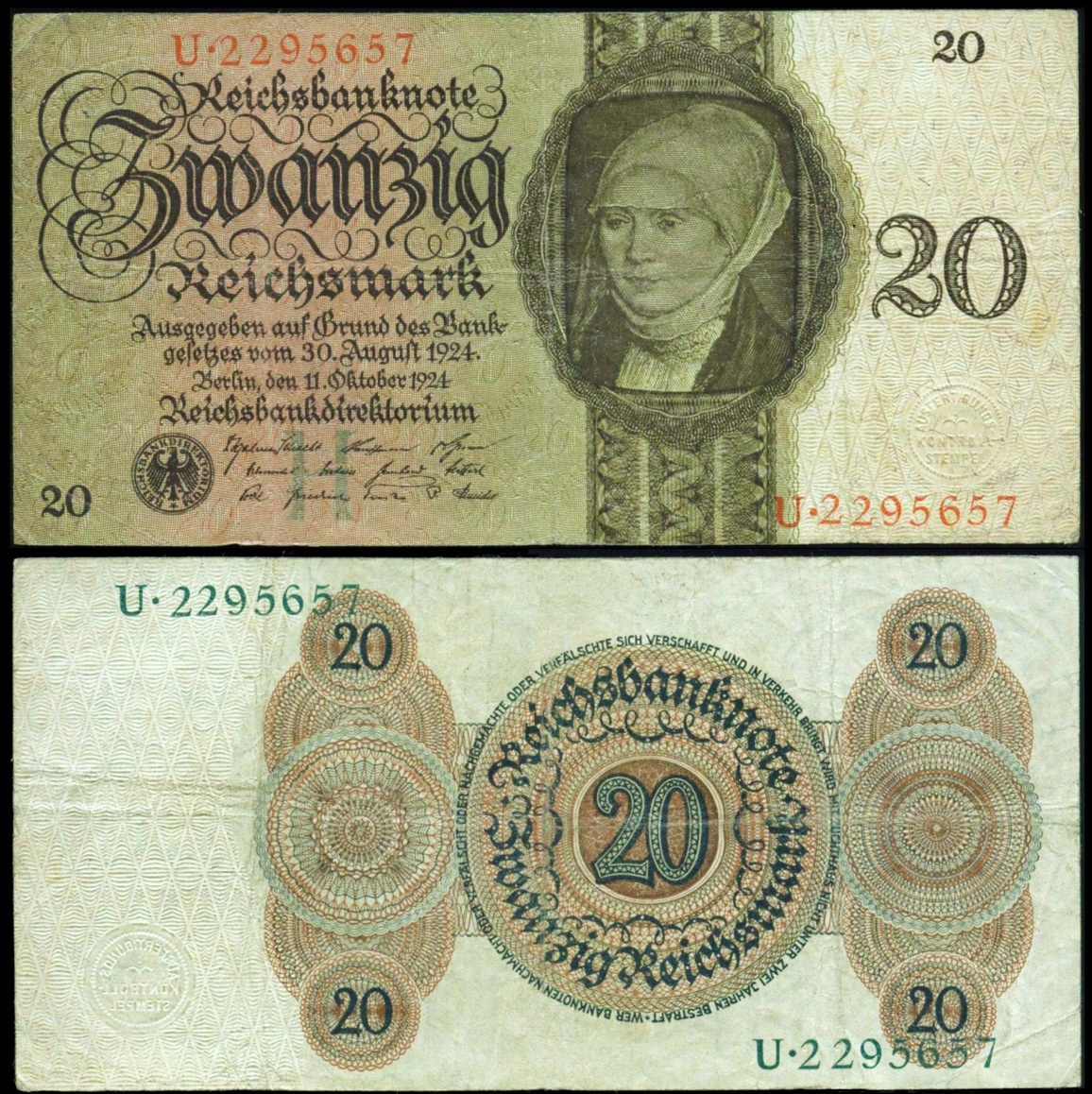
20 RM
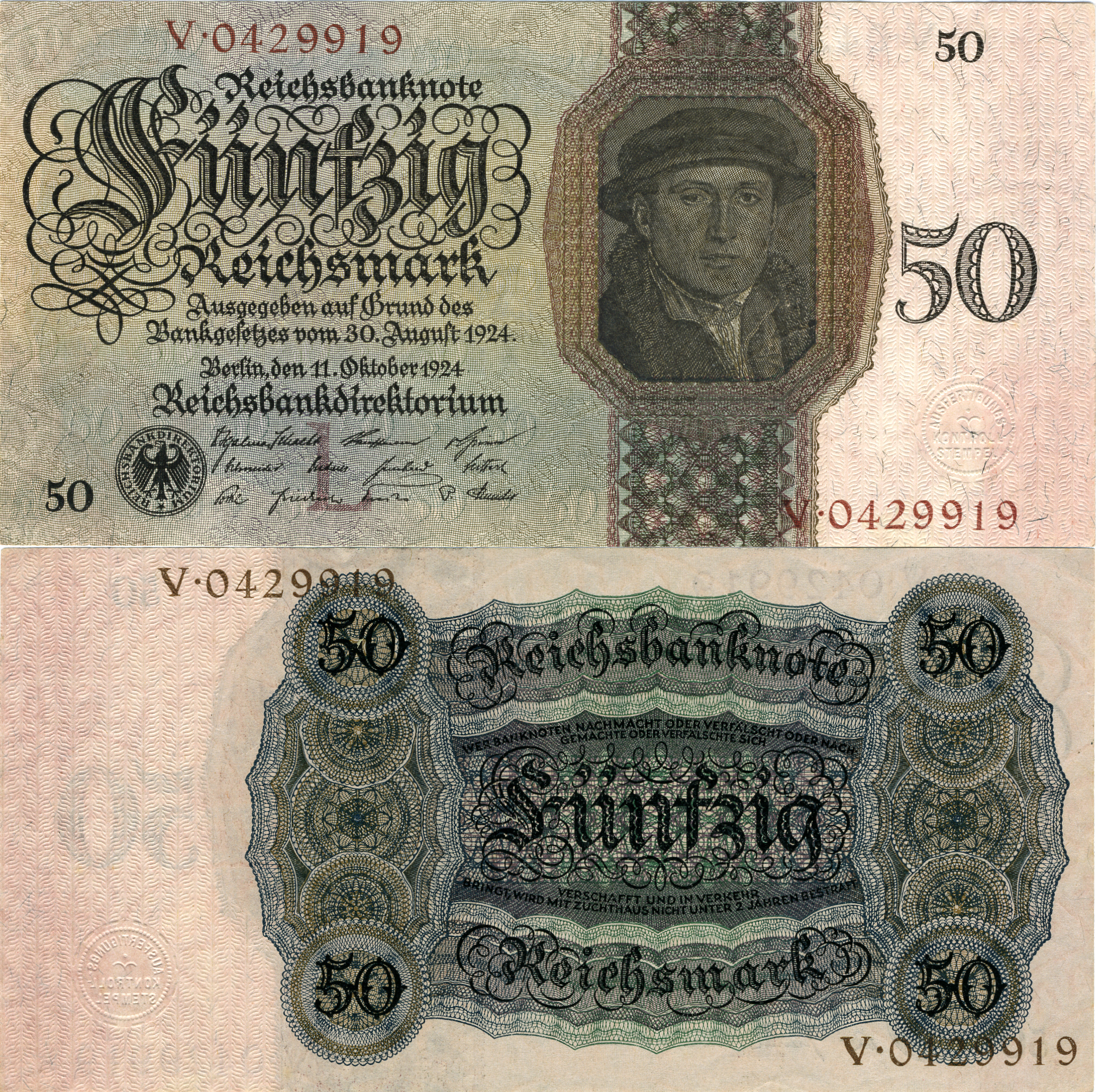
50 RM
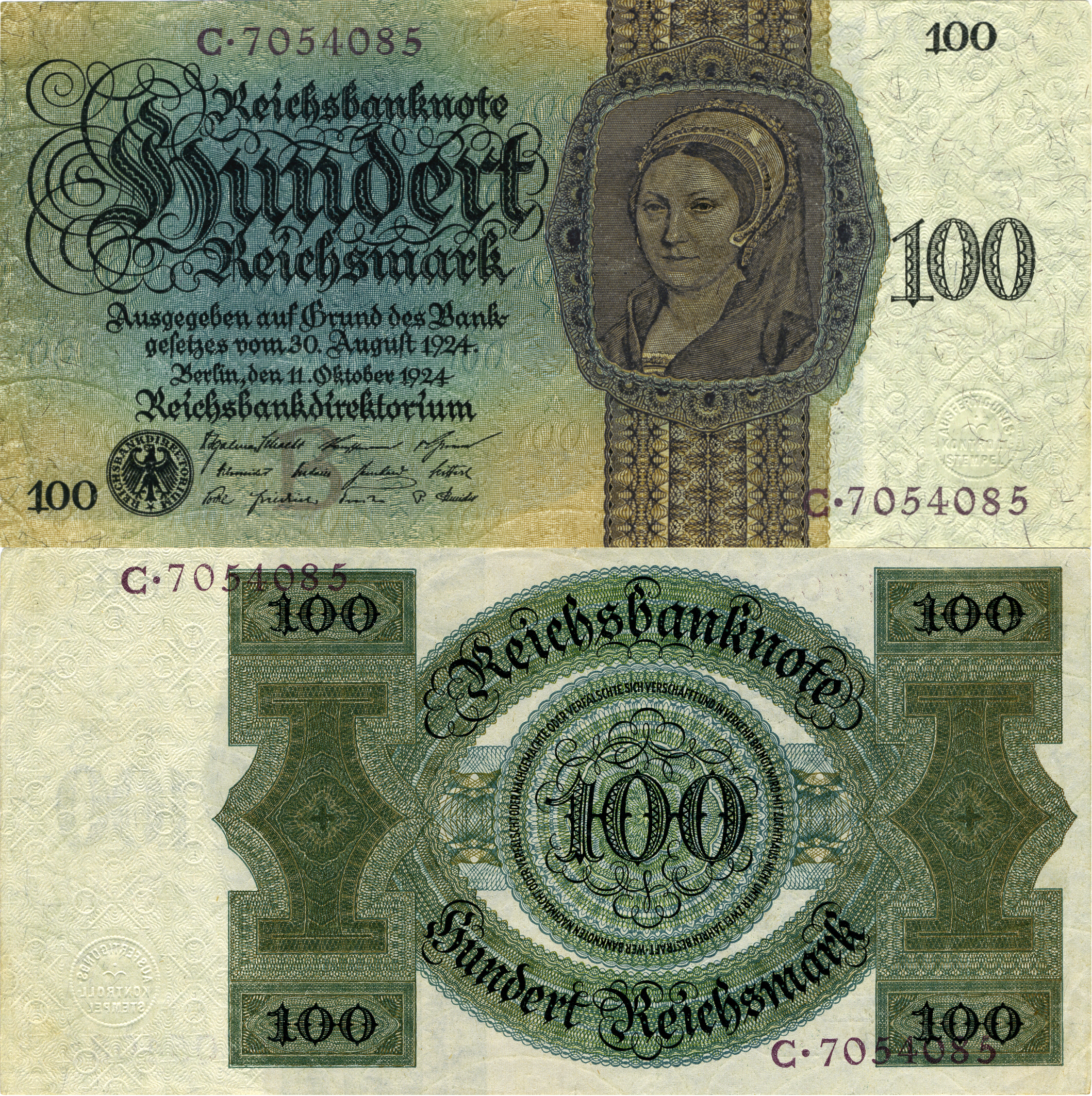
100 RM
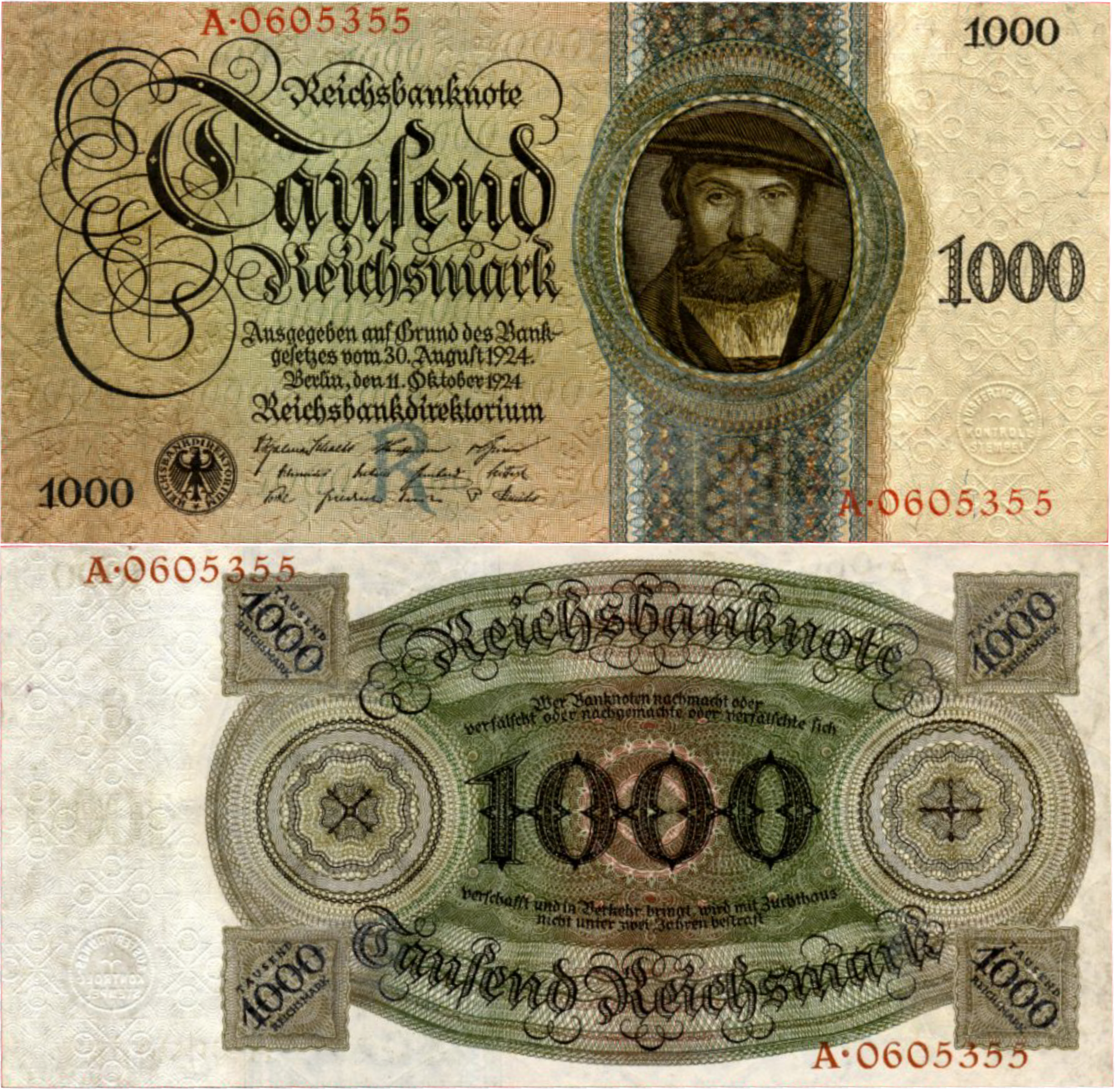
1000 RM

### Seria 1929-1936

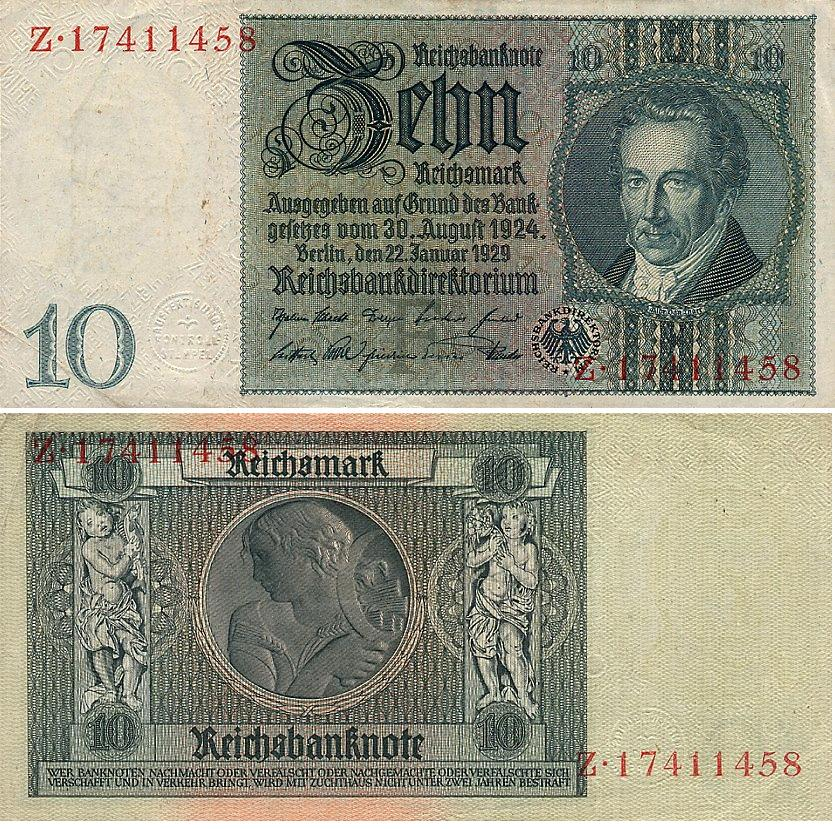
10 RM (Albert Thaer)
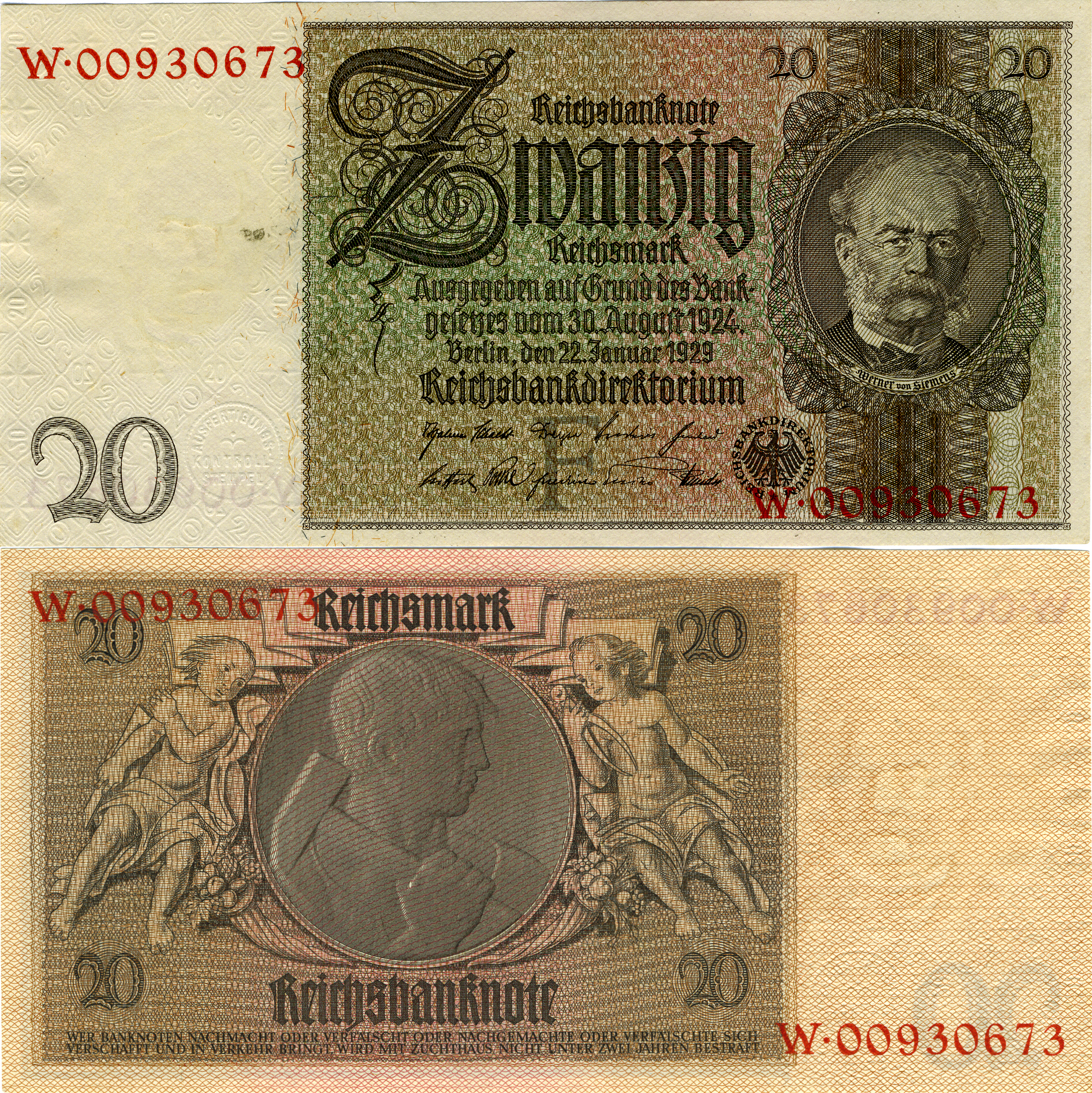
20 RM (Werner von Siemens)
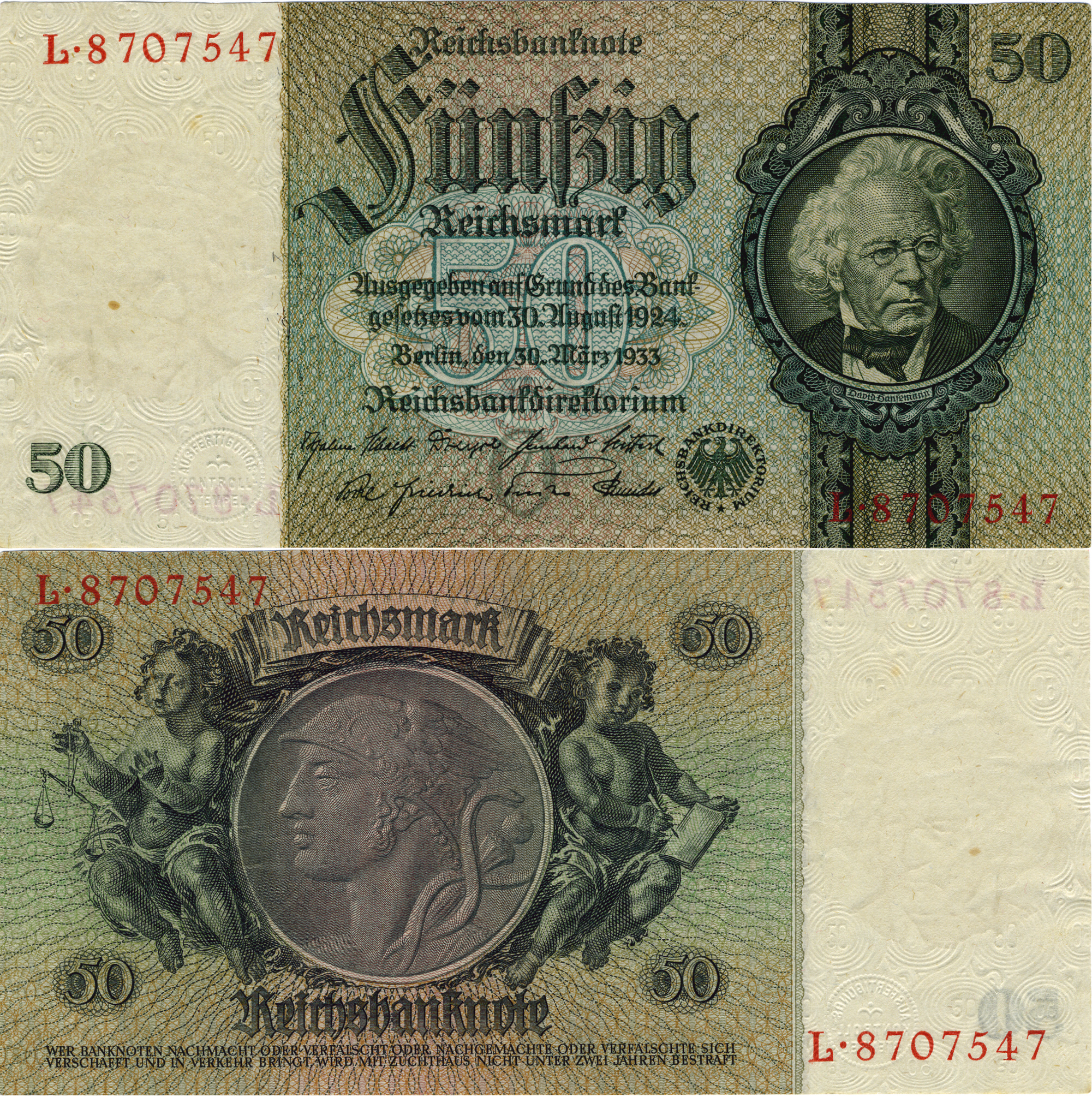
50 RM (David Hansemann)
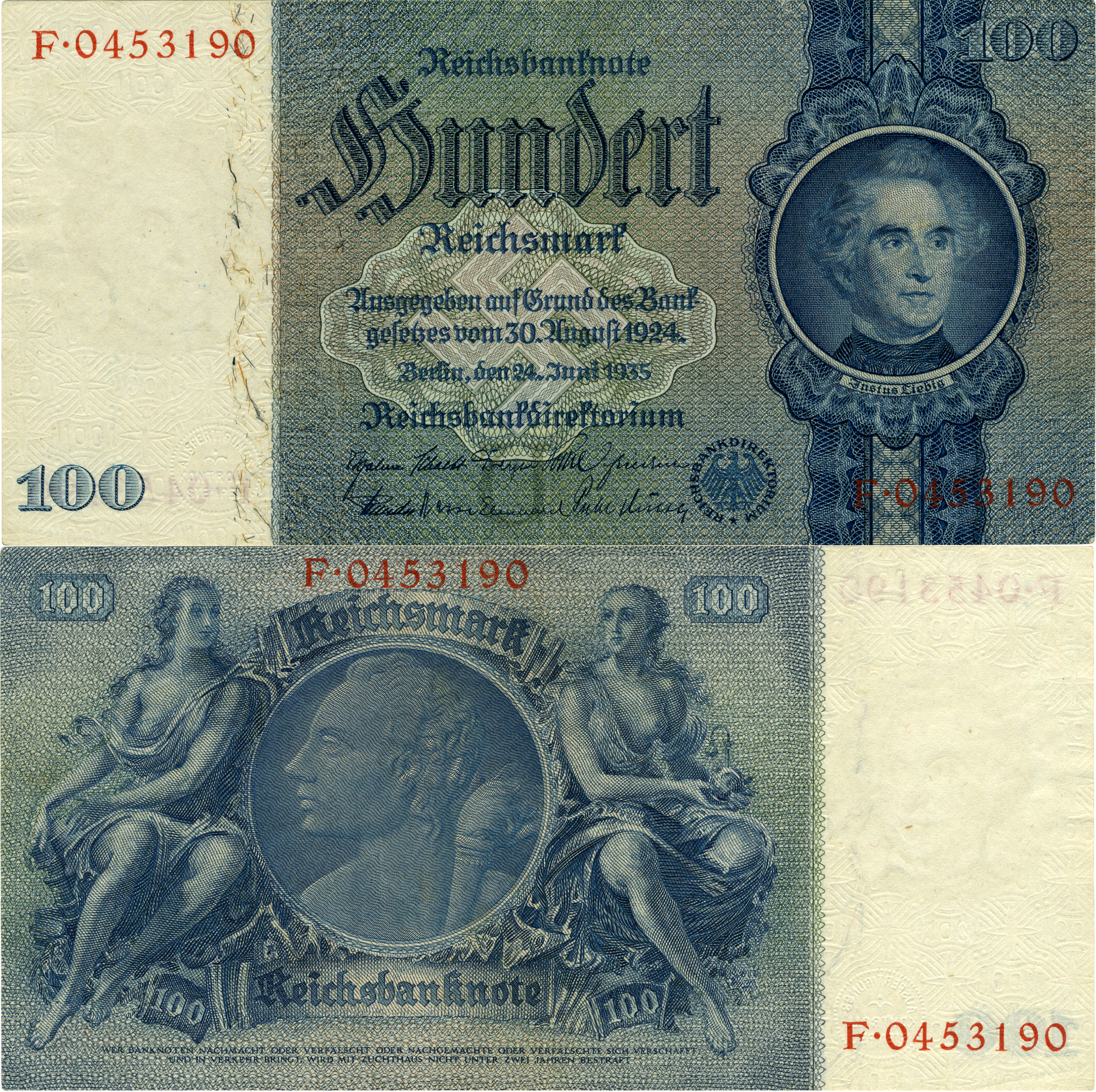
100 RM (Justus von Liebig)
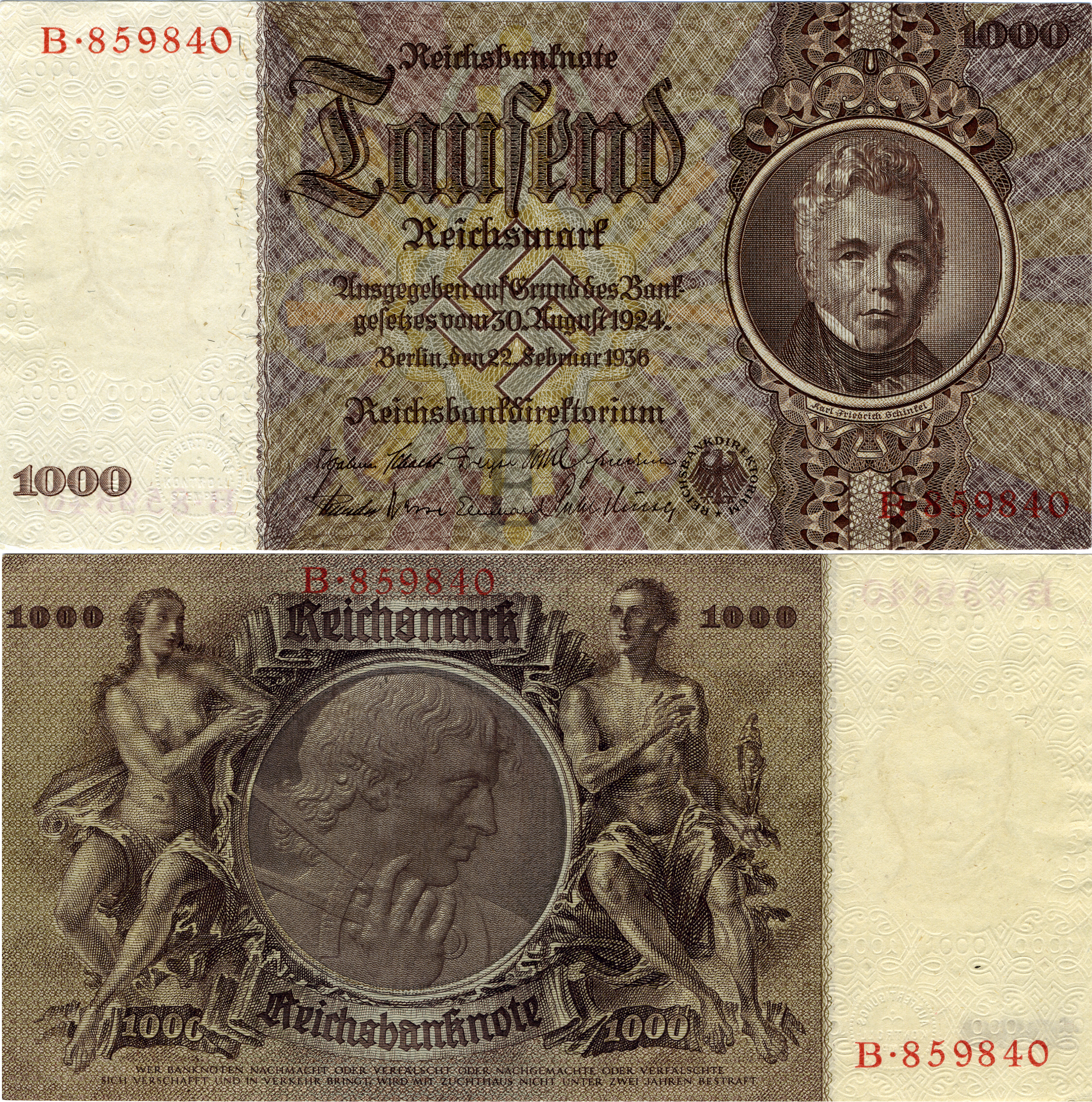
1000 RM (Karl Friedrich Schinkel)

### Seria 1938-1945

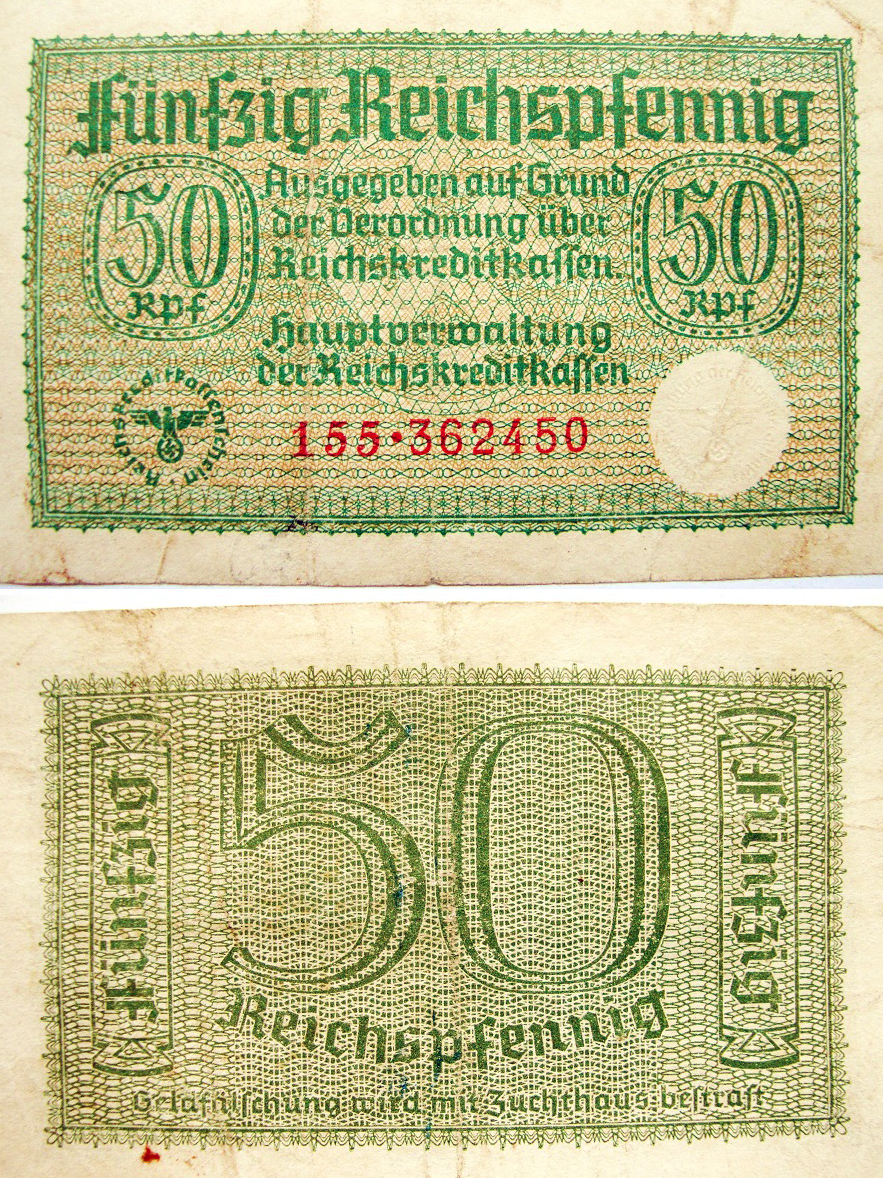
50 Rpf
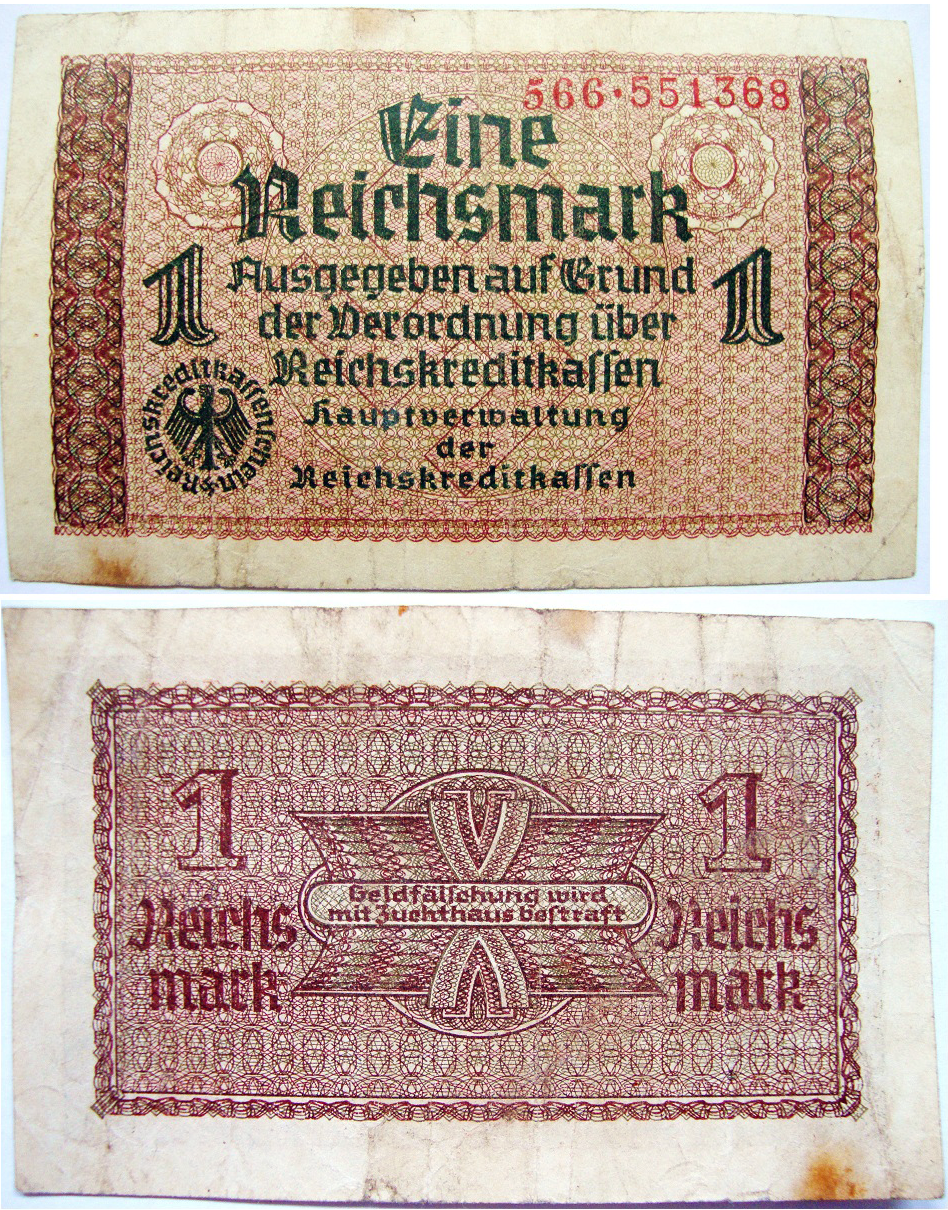
1 RM
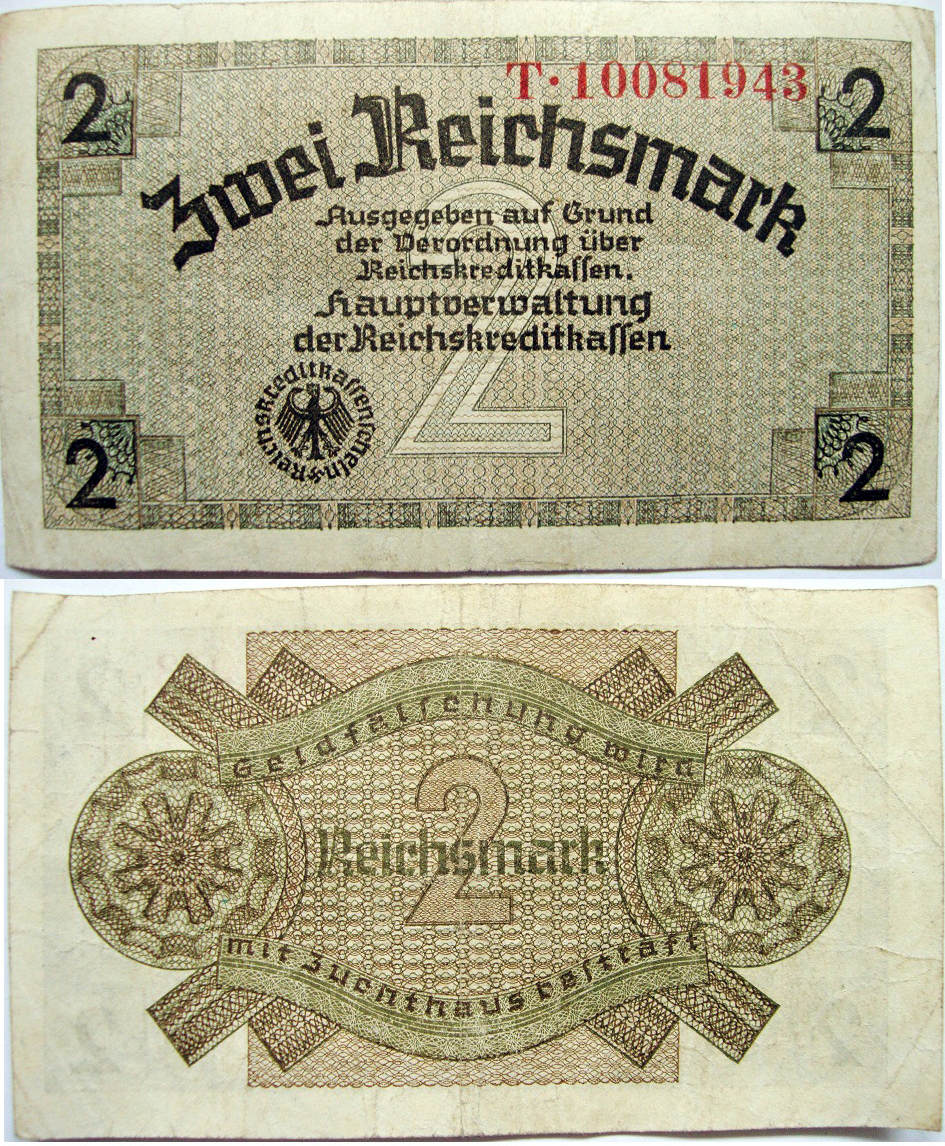
2 RM
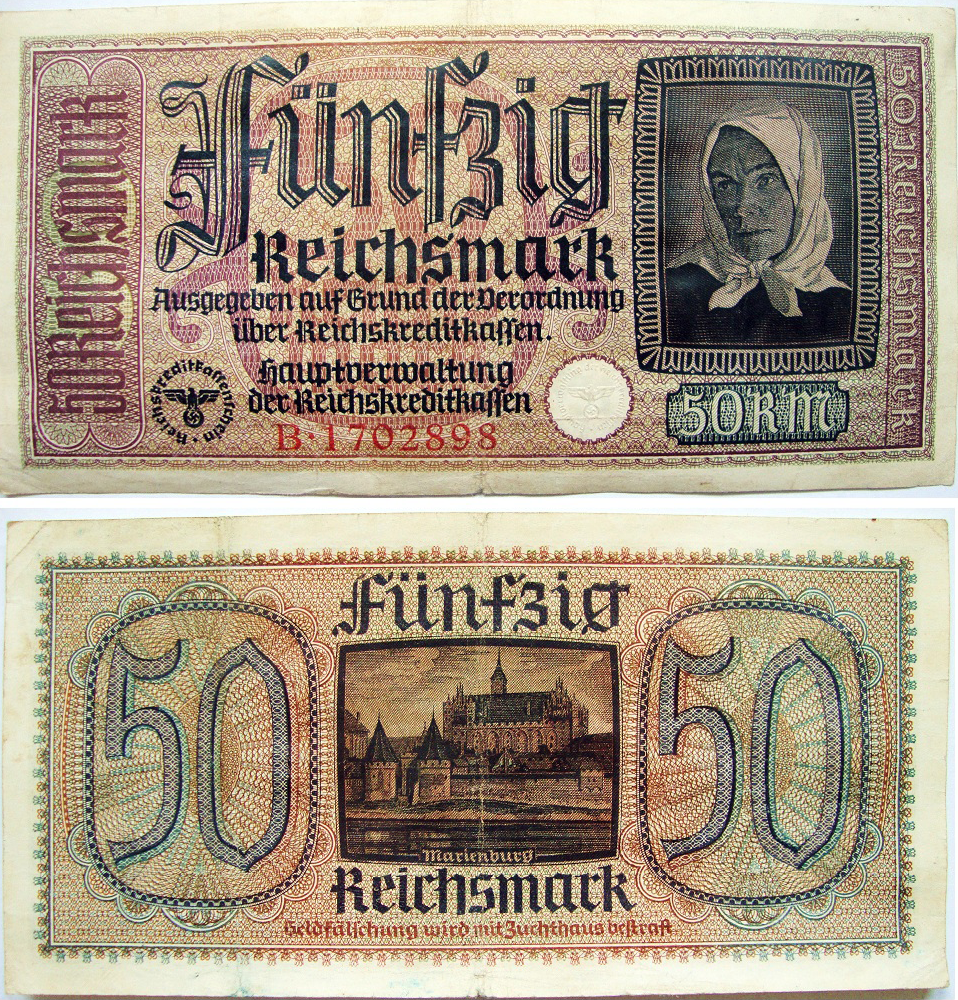
50 RM